# Real (1568)
La Real, bâtie à Barcelone, est la plus grande galère de son temps[évasif]. Elle sert de navire amiral à Juan d'Autriche lors dela bataille de Lépante, en 1571, dans le golfe de Corinthe, à l'issue de laquelle la flotte de la Sainte-Ligue et l'alliance des puissances chrétiennes de la Méditerranée battent la flotte de l'Empire ottoman commandée par Ali Pacha.

## Histoire
La Real et la galère turque Sultana, navire amiral d'Ali Pacha, ont combattu face à face dans un combat direct. La Sultana a été abordée et capturée après une heure et demie de sanglants combats auxquels ont participé des renforts de deux navires de leurs flottes respectives. Ali Pacha fut gravement blessé par un mousquet et, après être tombé sur le pont, fut décapité par un soldat espagnol, ce qui affecta  sérieusement le moral de ses troupes. La Real captura le « Grand drapeau du Calife » et devint le symbole de la victoire de Lepante.
Pendant la bataille de Lépante, deux autres galères poussèrent la Real à l'arrière pour l'aider à manœuvrer.

## Description
En tant que vaisseau amiral, la Real était luxueusement ornée et peinte en rouge et or. Sa poupe était décorée de nombreuses sculptures, bas-reliefs et autres ornements, dont beaucoup s'inspiraient de thèmes religieux, et dont la création fut confiée à Juan de Mal Lara, dans une commande qui comprenait aussi une description de la poupe de la galère.

## Réplique

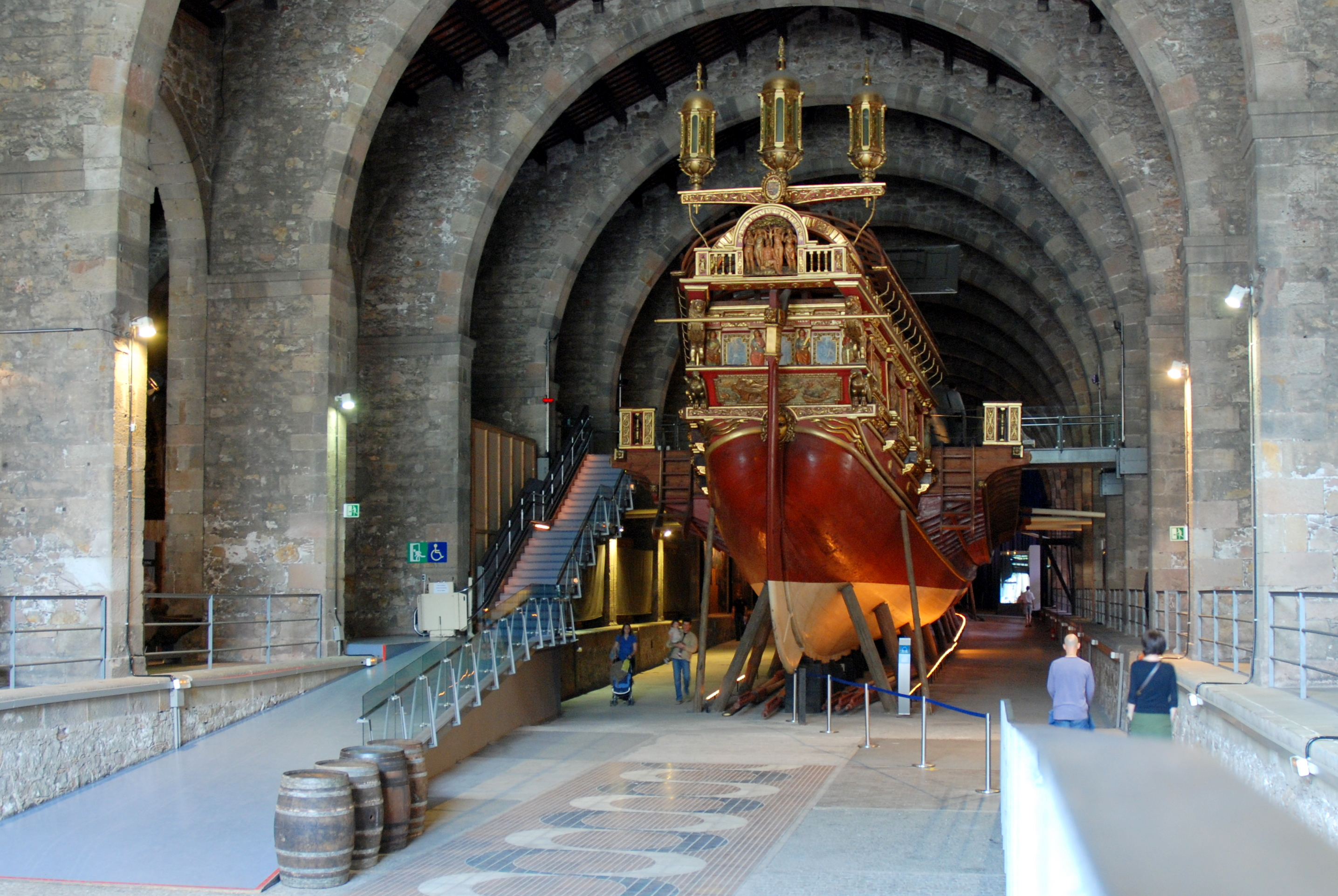
Réplique construite au Musée Maritime de Barcelone.

En 1971, pour célébrer le 400e anniversaire de la bataille, a été bâtie une réplique de la Real, qui se trouve aujourd'hui au Musée maritime de Barcelone, et peut être visitée par le public.
José María Martínez-Hidalgo recuellit pendant 10 ans toute la documentation sur la Real et la publia dans son livre : Lépante : la bataille, la galère « Real », souvenirs, reliques et trophées. La construction débuta en 1965 en se termina en 1971, juste à temps pour la célébration du quatrième centenaire de la bataille de Lepante et sur les lieux de sa construction originale (dans les mêmes atarazanas où se trouve le musée),.